# Një natë pa dritë
Një natë pa dritë, albansk film från 1981.

## Rollista (i urval)
- Alfred Bualoti
- Adrian Devole
- Agron Dizdari
- Gent Gazheli
- Paskualina Gruda
- Rabie Hyka
- Bruno Shllaku
- Vangjel Toçe